# Wenatchi
 (février 2023).
Si vous disposez d'ouvrages ou d'articles de référence ou si vous connaissez des sites web de qualité traitant du thème abordé ici, merci de compléter l'article en donnant les références utiles à sa vérifiabilité et en les liant à la section « Notes et références ».

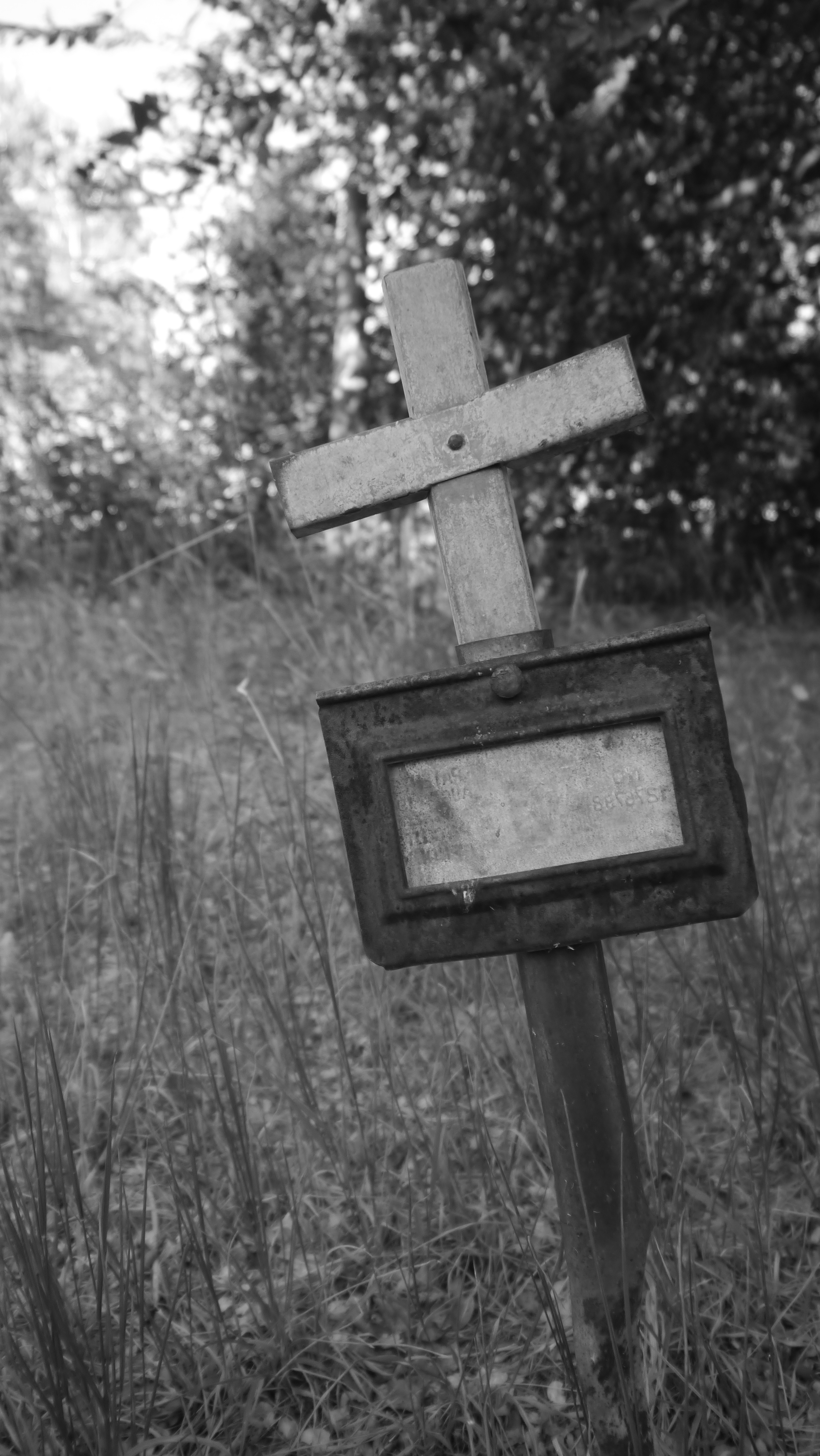
Ancien cimetière indien à Cashmere (Washington) appartenant au peuple Wenatchi.

Les Wenatchi, Wenatchee ou P’squosa sont une tribu amérindienne des États-Unis. Ils étaient originaires de la région où le Columbia et la Wenatchee entre en confluence. Elle est désormais intégrée à la réserve indienne de Colville.